# Ясенець (Любуське воєводство)
Ясенець (пол. Jasieniec, нім. Eschenwalde) — село в Польщі, у гміні Тшцель Мендзижецького повіту Любуського воєводства.
Населення — 329 осіб (2011).
У 1975—1998 роках село належало до Гожовського воєводства.

## Демографія
Демографічна структура станом на 31 березня 2011 року:
|          | Загалом | Допрацездатний вік | Працездатний вік | Постпрацездатний вік |
| -------- | ------- | ------------------ | ---------------- | -------------------- |
| Чоловіки | 172     | 20                 | 132              | 20                   |
| Жінки    | 157     | 34                 | 99               | 24                   |
| Разом    | 329     | 54                 | 231              | 44                   |